# Kraainem
Pour la station de métro, voir Crainhem (métro de Bruxelles).
Kraainem, parfois encore orthographié Crainhem, est une commune belge située en périphérie bruxelloise, en Région flamande dans la province du Brabant flamand.
Peuplée d'environ 13 000 habitants, Kraainem est l'une des communes à facilités de la périphérie bruxelloise ayant des facilités linguistiques pour sa population francophone. Elle est située dans l'arrondissement judiciaire de Bruxelles et fait partie de l'arrondissement administratif de Hal-Vilvorde.
Cette commune surplombe la vallée de la Woluwe et donc les communes de Bruxelles (Woluwe-Saint-Pierre et Woluwe-Saint-Lambert) entre autres. Située près de l'aéroport de Bruxelles, la commune subit les nuisances sonores des activités aéroportuaires, ce qui suscite le mécontentement de certains riverains.

## Toponymie

### Attestations anciennes
Crainham (1003) ; Crainhem (1019-30) ; Crahengem (1106-10) ; Crahinhem (1110) ; Craienhem (1125) ; Crahinem (1139) ; Crahehem (1142) ; Cragenhem (peu avant 1164) ; Craenhem (1165) ; Craheham (1168) ; Crahem (1194) ; Crainem (1199) ; Kraienheim (1211) ; Kraienhem (1221) ; Crahenem (1222).

### Étymologie
Le nom de la localité signifierait « Prairie humide » (germanique *hamma), déformée en « habitation » (germanique *haima) « des » (génitif -n) « corneilles » (néerlandais kraai, germanique *kraja),.

### Orthographe
Kraainem est l'orthographe officiel en français comme en néerlandais. La commune était anciennement appelée « Crainhem », orthographe qui est encore utilisée, notamment dans certains médias francophones,, quoique rarement. On trouve parfois l'orthographe Craainhem,. La station de métro voisine de la commune utilise les deux orthographes Kraainem/Crainhem. 

## Héraldique
|  | La commune possède des armoiries qui lui ont été octroyées le 3 mai 1924 et à nouveau le 1er mars 1993. Elles montrent les armoiries de la famille Kieffelt, seigneurs de Kraainem de 1624 au XVIIIe siècle. Le sceau du conseil local, datant de 1696, montrait ces armoiries et le conseil demanda donc ces armoiries en 1923. Blasonnement : D'or à la fasce d'azur, chargée de trois pots du champ. Tenants : à dextre un homme et à senestre une femme, au naturel, vêtus à la romaine d'argent et tenant un arc d'or. - Délibération communale : 1er mars 1993 - Arrêté de l'exécutif de la communauté : 21 juin 1994 Source du blasonnement : Heraldy of the World. |

## Histoire
Kraainem est née aux environs de l'an 940. L'origine du nom est débattue. Pour les uns[Qui ?] il vient de Crayenhem qui veut dire pays des Corneilles. Il semblerait que lors de la création du village il y avait beaucoup d'oiseaux dans la région. D'autres[Qui ?] affirment que le nom Kraainem voudrait dire « Pays de la Croix », en néerlandais Kruishem[réf. nécessaire].
Kraainem était jadis un lieu de passage pour les riches marchands qui faisaient le voyage des Flandres vers l'Empire germanique.
Depuis sa création, la commune est composée de deux parties bien distinctes : le Neer Kraainem, proche de Woluwe-Saint-Etienne, où se trouvent la place de la Station et ses alentours, et le Hoog Kraainem, situé à hauteur de l'actuelle maison communale et ses alentours. Neer-Kraainem et Hoog-Kraainem étaient reliés par un chemin qui se trouvait là où se situent actuellement les rues Van Hove, Verhaegen et l'avenue des Sorbiers. Cet axe était la rue principale de la commune. C'est pourquoi, à l'époque, on y trouvait de nombreux cafés.
Kraainem est en étroite relation avec Bruxelles, comme le témoigne le quartier Stockel. De nombreux Kraainemois fréquentent assidûment ce quartier de la capitale pour y faire leurs courses. Au XIXe siècle déjà, un chemin reliait Hoog-Kraainem à Stockel où les gens allaient se fournir en bois de chauffage et chasser (ou braconner) à l'occasion.
Une partie de la forêt de Soignes est devenue la propriété de la famille d'Huart vers 1920. Ses héritiers constituèrent la société Immobilière de Stockel et ensuite vendirent de nombreuses parcelles de plusieurs hectares qui sont à l'origine des immenses propriétés composant aujourd'hui le sud de Kraainem. La famille d'Huart construisit une route à travers sa propriété. C'est l'actuelle avenue Baron Albert d'Huart qui, jusqu'en 1960 environ, resta une route de pierrailles.

## Géographie

### Communes limitrophes
|                      | Zaventem |                 |
| Woluwe-Saint-Lambert | Kraainem | Wezembeek-Oppem |
| Woluwe-Saint-Pierre  | Tervuren |                 |

### Proximité d'un aéroport
Située près de l'aéroport de Bruxelles, la commune subit les nuisances sonores des activités aéroportuaires, ce qui suscite le mécontentement de certains riverains.

## Démographie
- Source : DGS - Remarque : 1831 jusqu'à 1981 = recensement ; depuis 1990 = nombre d'habitants chaque 1er janvier[15]

## Politique et administration

### Aspects linguistiques
L'élection communale de 2012 a vu la victoire de la liste Union des francophones (UF) par 62,8 % des voix, obtenant 16 sièges sur 23. Le conseil communal issu de cette élection a présenté au maïorat la tête de liste UF, Arnold d'Oreye de Lantremange, bourgmestre sortant depuis 2005. Le ministre flamand des affaires intérieures Marino Keulen a cependant refusé de le nommer bourgmestre, car les convocations électorales envoyées aux citoyens francophones étaient rédigées en français et contreviennent de ce fait aux recommandations de la circulaire Peeters. Il reproche également à la majorité d'avoir tenu un conseil communal en français en octobre 2007,. La commune de Wezembeek-Oppem, également concernée par ce refus de nomination pour les mêmes raisons, a été déboutée par le Conseil d'État, celui-ci estimant que l'interprétation de la loi par la circulaire est la seule valable.
En 2011, Véronique Caprasse assure la fonction de Bourgmestre. En 2015, Dorothée Cardon de Lichtbuer lui succède en vertu d'un accord au sein de la liste "Union des francophones".
Comme dans les autres communes à facilités de la « périphérie bruxelloise », cette commune connaît des problèmes linguistiques[non neutre] (concernant l'emploi des langues en matière administrative). Suivant les résultats des élections communales, on peut estimer que presque 78 % d'habitants sont francophones.[réf. nécessaire]

### Résultats des élections communales depuis 1976
| Partis                 | 10-10-1976 | 10-10-1976 | 10-10-1982 | 10-10-1982 | 9-10-1988 | 9-10-1988 | 9-10-1994 | 9-10-1994 | 8-10-2000 | 8-10-2000 | 8-10-2006 | 8-10-2006 | 14-10-2012 | 14-10-2012 | 14-10-2018 | 14-10-2018 |
| Votes / Sièges         | %          | 21         | %          | 21         | %         | 21        | %         | 21        | %         | 23        | %         | 23        | %          | 23         | %          | 23         |
| ---------------------- | ---------- | ---------- | ---------- | ---------- | --------- | --------- | --------- | --------- | --------- | --------- | --------- | --------- | ---------- | ---------- | ---------- | ---------- |
| PS                     | -          |            | 3,7        | 0          | -         |           | -         |           | -         |           | -         |           | -          |            | -          |            |
| PSC                    | 17,04      | 3          | 13,66      | 2          | -         |           | -         |           | -         |           | -         |           | -          |            | -          |            |
| PRL                    | -          |            | 6,01       | 0          | -         |           | -         |           | -         |           | -         |           | -          |            | -          |            |
| UDRT                   | -          |            | 1,54       | 0          | -         |           | -         |           | -         |           | -         |           | -          |            | -          |            |
| KS                     | 29,78      | 7          | 26,62      | 6          | -         |           | -         |           | -         |           | -         |           | -          |            | -          |            |
| Francof                | 40,58      | 0          | -          |            | -         |           | -         |           | -         |           | -         |           | -          |            | -          |            |
| IC-GB                  | 12,6       | 2          | -          |            | -         |           | -         |           | -         |           | -         |           | -          |            | -          |            |
| L.B.M.                 | -          |            | 48,46      | 0          | 72,59     | 0         | 74,46     | 16        | 27,51     | 6         | -         |           | -          |            | -          |            |
| K88                    | -          |            | -          |            | 27,41     | 5         | -         |           | -         |           | -         |           | -          |            | -          |            |
| KARTEL                 | -          |            | -          |            | -         |           | 25,54     | 5         | -         |           | -         |           | -          |            | -          |            |
| UNION                  | -          |            | -          |            | -         |           | -         |           | 50,69     | 12        | 76,4      | 18        | 62,84      | 16         | -          |            |
| KZOOO                  | -          |            | -          |            | -         |           | -         |           | 21,81     | 5         | -         |           | -          |            | -          |            |
| OPEN                   | -          |            | -          |            | -         |           | -         |           | -         |           | 23,6      | 5         | 16,6       | 3          | -          |            |
| Kraainem-Unie          | -          |            | -          |            | -         |           | -         |           | -         |           | -         |           | 20,56      | 4          | 32,50      | 8          |
| Liste Bourgm.          | -          |            | -          |            | -         |           | -         |           | -         |           | -         |           | -          |            | 19,60      | 4          |
| DéFI+MR+Ind.           | -          |            | -          |            | -         |           | -         |           | -         |           | -         |           | -          |            | 43,80      | 11         |
| Total des votes        | 7315       | 7315       | 7505       | 7505       | 7496      | 7496      | 7068      | 7068      | 7047      | 7047      | 7307      | 7307      | 7009       | 7009       | 6776       | 6776       |
| Participation %        |            |            |            |            | 91,41     | 91,41     | 90,16     | 90,16     | 88,78     | 88,78     | 91,33     | 91,33     | 88,24      | 88,24      | 95,70      | 95,70      |
| Votes blancs ou nuls % | 2,87       | 2,87       | 2,48       | 2,48       | 3,01      | 3,01      | 5,12      | 5,12      | 4,73      | 4,73      | 3,54      | 3,54      | 2,64       | 2,64       | 4,30       | 4,30       |

### Liste des bourgmestres
| Nom                           | Début du mandat | Fin du mandat | Parti politique        | Commentaires et événements clés                                          |
| ----------------------------- | --------------- | ------------- | ---------------------- | ------------------------------------------------------------------------ |
| Jean Vandenplas               | 1849            | 1855          |                        |                                                                          |
| Charles De Rycke              | 1856            | 1866          |                        |                                                                          |
| Van Den Hoven                 | 1867            | 1877          |                        |                                                                          |
| Dekeyzer                      | 1877            | 1879          |                        |                                                                          |
| Joseph Van Hove               | 1879            | 1921          |                        |                                                                          |
| Charles Verhaegen             | 1921            | 1926          |                        |                                                                          |
| Arthur Dezangré               | 1927            | 1951          |                        |                                                                          |
| G. Morleghem                  | 1952            | 1952          |                        |                                                                          |
| Edmond Coppens                | 1953            | 1976          |                        |                                                                          |
| Léon Maricq                   | 1977            | 2000          |                        |                                                                          |
| Pol Willemart                 | 2000            | 2005          | CDH (UNION)            |                                                                          |
| Arnold d’Oreye de Lantremange | 2005            | 2012          | FDF (UNION)            | Il termine le mandat de Pol Willemart en vertu d’un accord préélectoral. |
| Véronique Caprasse            | 2013            | 2015          | FDF, puis DéFI (UNION) |                                                                          |
| Dorothée Cardon de Lichtbuer  | 2015            | 2018          | cdH, (UNION)           |                                                                          |
| Bertrand Waucquez             | 2019            | 2024          | ( ? ), Kraainem Unie   |                                                                          |

## Transport
La commune est desservie par la ligne 39 avec les arrêts Eglantiers et Amitie, ce dernier arrêt étant partagé avec Woluwe-Saint-Pierre et la ligne 44 avec l'arrêt Ravenstein partagé avec la commune voisine de Tervuren, gérées par la société STIB. Elle est également desservie par la Ligne 1 du métro de Bruxelles via l’arrêt Kraainem-Crainhem, mais qui malgré le nom se trouve juste de l'autre côté de la frontière de la commune à Woluwe-Saint-Lambert.
Elle est également desservie par les lignes de bus R80, R81 et R92 de De Lijn et par les lignes de bus 42, 76 ,77 et 79 de la STIB Mais aussi par les bus TEC ligne E12 (ex-Conforto Bis) arrêt Kastanjeslaan - Prinsedal - Wilderozenweg .

## Sport
La commune de Kraainem est fortement liée au handball.
En effet, le handball apparaît en 1974 dans cette commune, à l'initiative de Pierre Delpire qui fait en sorte que le matricule 148, émigre d'Anderlecht à Kraainem et ainsi le club, initialement Anderlecht'72 se rebaptisa Kraainem'72 ou officiellement Sporting Kraainem 1972.
Très vite, le club parvient à se hisser en division 1 lors de la saison 1975/1976 et y resta deux saisons avant de redescendre, Kraainem parvient tout de même à retrouver la division 1 mais ne fait que l'aller-retour et culbute même en division 3.
Malgré tout le club retrouva la division 2 en 1990 mais en 1993, dans le but de construire un club de haut niveau, Kraainem'72 fusionne avec le Sporta Evere, relégué de division 1, le club se rebaptise l'A.S.E.K. 72 (Association Sporta Evere Kraainem 1972), le club joue pour la plupart du temps à Kraainem mais le nouveau club formé ne parvient jamais à se hisser en division 1.
En 2004, l'A.S.E.K. 72 est pris dans une fusion avec le Fémina Ottignies Handball Club et forma le Fémina ASKO (Fémina Association Sporta Kraainem Ottignie), synonyme de la disparition du matricule 148, cette nouvelle formation ne joue même plus à Kraainem et donc c'est pour cela qu'en 2006, le Handball Club Kraainem est fondé, porteur du matricule 593, le club est censé combler le trou qu'avait laissé la disparition du matricule 148.
De 2010 à 2013, le club évoluait en division 2.

## Mouvements de jeunesse
Pour la fédération Les Scouts - Fédération des Scouts Baden-Powell de Belgique :
- Unité Scoute de la 39e Saint-Pancrace : Basée dans le parc Jourdain (dans le bas de la commune), elle compte plus de 200 membres âgés de 6 à 18 ans. La troupe scout du Hibou 39 a déjà remporté les 24 heures vélo du bois de la Cambre.

- Unité WL106 - Saint-Dominique

Pour l'association Guides Catholiques de Belgique
- Unité 67 Saint-Dominique

- Unité 88 Saint-Pancrace : l'unité partage depuis bon nombre d'années des liens forts avec l'unité scout 39 Saint-Pancrace. Les guides de la 88 Saint-Pancrace plus connue sous le nom "Chouette 88" ont gagné à 2 reprises les 24 heures vélo du bois de la Cambre. La dernière victoire sous Morgane Engels figure emblématique de l'unité.

## Langue
La langue officielle est le néerlandais. Lors de la fixation de la frontière linguistique en 1963, un régime linguistique spécial a été établi. Encore une minorité lors du dernier recensement linguistique en 1947, l'enquête Kluft-Jaspers de 1969 révèle à cette époque une population composée à presque 60 % de francophones. Les francophones représenteraient au début des années 2010 plus des 3/4 de la population de la commune,.
Une étude de Kind en Gezin (office flamand de l'enfance) de 2014 révèle qu'entre 2004 et 2013 les naissances d'enfants néerlandophones sont passées de 12,2 % à 3,9 % ; dans le même temps les naissances d'enfants francophones sont passées de 56,5 à 61,7 %.

## Folklore
- Cortège carnavalesque le samedi 43 jours avant Pâques
- Fête de Kraainem, le troisième week-end de septembre
- Fête du Béguinage, le troisième week-end d'octobre

## Jumelages
- Cyanika (Rwanda)[32]
- Saint-Trojan-les-Bains (France)